# Alvaro Martins Homem
Alvaro Martins Homem, mort en 1528, est un explorateur portugais du XVe siècle. 

## Biographie
Alvaro Martins Homem navigue à travers l'océan Atlantique vers l'occident et longe les côtes africaines. Il aurait participé à l'expédition danoise et portugaise de João Vaz Corte-Real qui reconnut les côtes du Groenland et de Terre-Neuve en 1472.
Il aurait également accompagné Bartolomeu Dias jusqu'au Cap de Bonne-Espérance en 1487-1488.
Alvaro Martins Homem serait le fondateur de la ville de Angra do Heroísmo située sur l'île de Terceira aux Açores.